# Mégalure matata
Poodytes punctatus
Espèce
Statut de conservation UICN

 LC  : Préoccupation mineure
Le Mégalure matata (Poodytes punctatus) est une espèce d'oiseaux de la famille des Locustellidés, que l’on trouve en Océanie, notamment en Nouvelle-Guinée, en Australie et en Nouvelle-Zélande. 

## Description
L’adulte a le plumage brun intensément strié de noir. La tête, les parties supérieures et les ailes brunes sont striées de noirâtre. La longue queue graduée est d’un brun plus terne, avec les rectrices plus sombres vers le tuyau. Sur les parties inférieures, le menton, la gorge, la poitrine et l’abdomen sont blanchâtres, finement tachetés et également striés de noirâtre sur la poitrine. Les flancs, les côtés de la poitrine et les couvertures sous-caudales sont bruns et striés de noirâtre, de façon plus nette sur les flancs. Sur la tête, le front et la calotte sont plus châtains que bruns. 
On note la présence d’un sourcil blanchâtre plus ou moins net. Les couvertures auriculaires sont gris-brun avec des stries fines plus sombres qui se fondent dans le brun des parties supérieures sur les côtés du cou. 
Le bec est noirâtre, avec la mandibule inférieure plus grise. Les yeux sont brun foncé. Les pattes et les doigts sont brun rosâtre. Les deux sexes sont semblables et le juvénile ressemble aux adultes,.

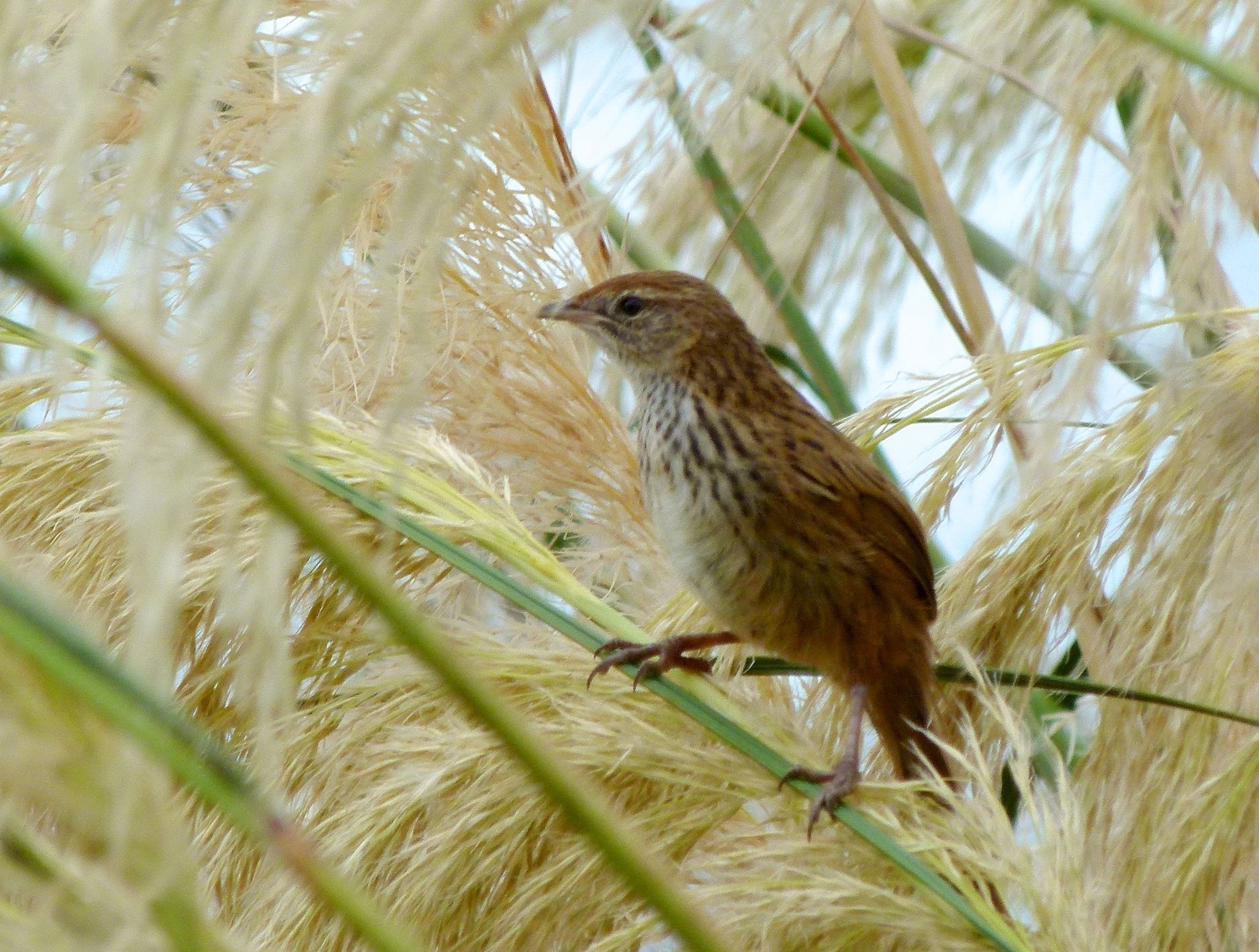
Mégalure matata.

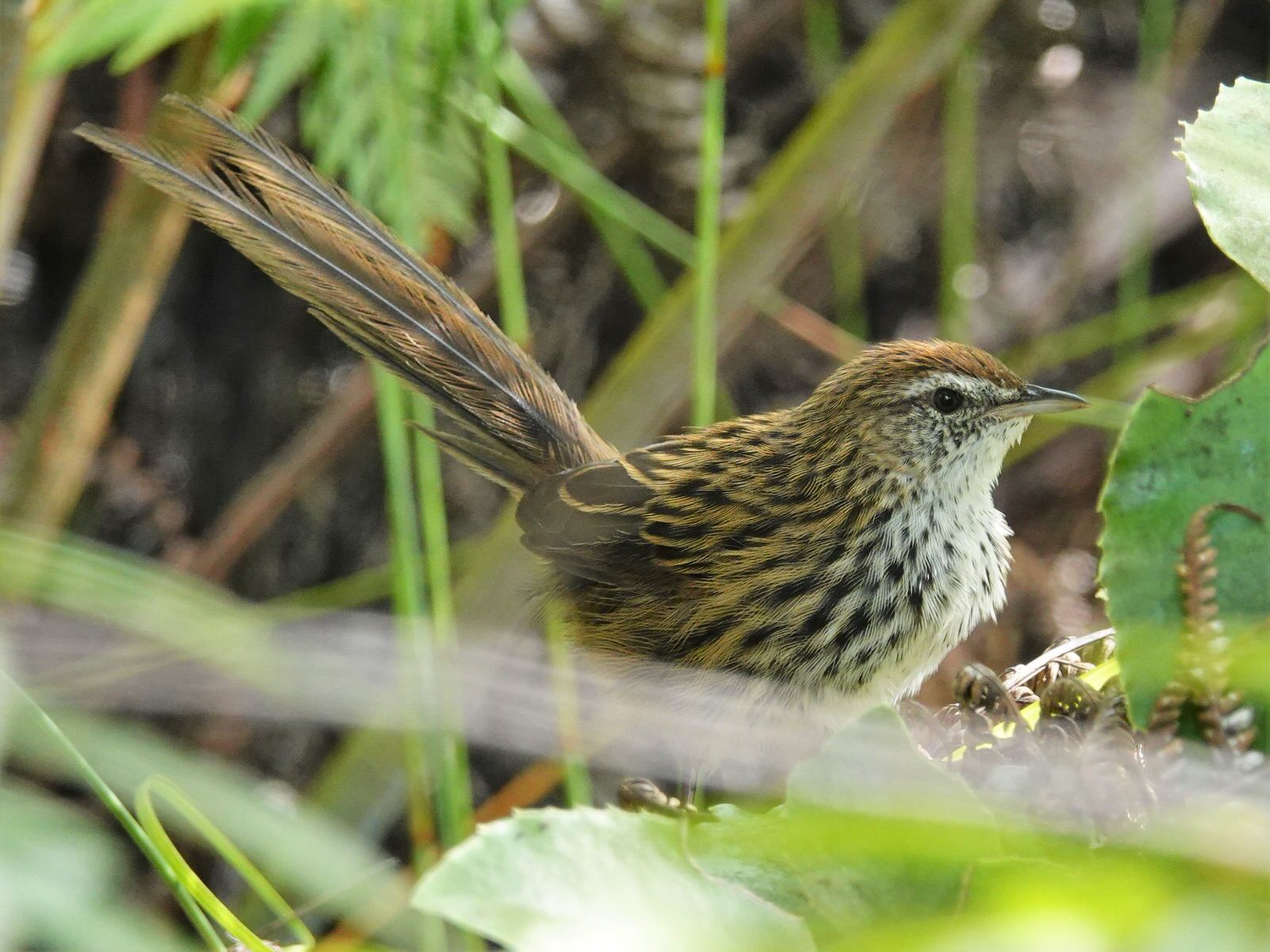
Mégalure matata.

## Habitat et comportement
Le Mégalure matata se trouve en Océanie, principalement dans des milieux humides arbustifs avec marécages, tourbières ou mares, des zones de plantations, des zones arbustives tempérées. Elle occupe une zone d’occurrence extrêmement étendue, de plus de 657 000 km2.
Le Mégalure matata est insectivore. Il se nourrit de chenilles, larves, coléoptères, mouches et phalènes, ainsi que de petites araignées émergeant du cocon. Il lui arrive de consommer des graines et des fruits. 
Son chant est une série de sifflements rapides et des cliquetis. Le contact entre les deux partenaires est un duo, un « uu » sonore pour le mâle, auquel la femelle répond par un « tick » haut perché.   Les cris sont plutôt métalliques. Lorsqu’il est dérangé ou menacé, le mâle émet un « too-lit » typique et des « di,di,di,di » répétés à un rythme rapide,.

## Reproduction
La saison de reproduction a lieu entre août et janvier et aux Snares, entre mi-octobre et mi-février. Les deux partenaires construisent le nid en deux ou trois jours. C’est une structure profonde en forme de coupe, faite avec des herbes  entrelacées, des laîches et des joncs. La femelle y dépose deux œufs sur les iles, et trois ou quatre sur le  continent. Les œufs sont rose pâle avec des taches et des points bruns. Les  deux adultes incubent pendant 13 jours, et un peu plus longtemps, 16 jours, aux Snares. Les oisillons sont nourris de petits insectes par les  parents. Ils quittent le nid au bout de 15-17 jours après la naissance, un peu plus tard aux Snares, 20-21 jours après l’éclosion. Ils peuvent se reproduire dès l’âge de 9 mois.
Les couples élèvent deux ou trois couvées sur le continent, mais sur les îles Snares, ils n’en produisent qu’une seule. Les juvéniles dépendent encore des parents pour la nourriture pendant quelques semaines après avoir quitté le nid.

## Sous-espèces
Il existe cinq sous-espèces de Mégalure matata présentes sur des îles différentes, :
- Poodytes punctatus caudatus (Buller, 1894) - île Snares. Bec sensiblement plus grand, et taille plus grande en général, queue plutôt courte, moins de stries, couronne plus rousse. HBW la reconnaît comme une espèce à part entière[9].
- Poodytes punctatus punctatus (Quoy & Gaimard, 1832) - Île du Sud - c'est la sous-espèce nominale.
- Poodytes punctatus stewartianus (Oliver, 1930) - île Stewart. Ailes plus longues, bec plus long, proche de la sous-espèce nominale. Stries moins marquées, plumage plus jaune-brun, notamment sur les flancs.
- Poodytes punctatus vealeae (Kemp, 1912) - Île du Nord. Moins rousse et plus olive-brun.
- Poodytes punctatus wilsoni (Stead, 1936) - île de la Morue. Stries plus marquées et sombres sur les parties supérieures, sourcil plus clair et large, stries marquées sur les dessous, jaune-brun plus profond.

L'espèce était auparavant placée dans le genre Megalurus avant que celui-ci ne soit séparé en plusieurs genres, incluant Poodytes.

## Statut de conservation
La population est considérée comme en déclin, elle est classée par l’UICN comme « préoccupation mineure ».
Les populations de la Mégalure matata semblent être affectées par le drainage des zones humides et la prédation du rat.

## Systématique
Le nom valide complet (avec auteur) de ce taxon est Poodytes punctatus (Quoy & Gaimard, 1832).